# European Open 2020
L'European Open 2020 è stato un torneo di tennis giocato sui campi in cemento indoor nella categoria ATP Tour 250 nell'ambito dell'ATP Tour 2020. È stata la 5ª edizione del torneo. Gli incontri si sono disputati alla Lotto Arena di Anversa, in Belgio, dal 19 al 25 ottobre 2020.

## Partecipanti

### Teste di serie
| Nazionalita | Giocatore           | Ranking* | Testa di serie |
| ----------- | ------------------- | -------- | -------------- |
| Belgio      | David Goffin        | 14       | 1              |
| Spagna      | Pablo Carreño Busta | 15       | 2              |
| Russia      | Karen Chačanov      | 17       | 3              |
| Bulgaria    | Grigor Dimitrov     | 19       | 4              |
| Canada      | Milos Raonic        | 21       | 5              |
| Serbia      | Dušan Lajović       | 24       | 6              |
| Stati Uniti | Taylor Fritz        | 28       | 7              |
| Australia   | Alex de Minaur      | 29       | 8              |

* Ranking al 12 ottobre 2020.

### Altri partecipanti
I seguenti giocatori hanno ricevuto una wild card per il tabellone principale:
- Zizou Bergs
- Kimmer Coppejans
- Luca Nardi

I seguenti giocatori sono entrati nel tabellone principale passando dalle qualificazioni:

- Salvatore Caruso
- Marcos Giron
- Lloyd Harris
- Emil Ruusuvuori

Il seguente giocatore è entrate in tabellone come lucky loser:
- Federico Coria

### Ritiri
Prima del torneo
- Nikoloz Basilašvili → sostituito da  Richard Gasquet
- Matteo Berrettini → sostituito da  Aljaž Bedene
- Fabio Fognini → sostituito da  Feliciano López
- Cristian Garín → sostituito da  Pablo Andújar
- Kei Nishikori → sostituito da  Federico Coria
- Andrej Rublëv → sostituito da  Frances Tiafoe
- Casper Ruud → sostituito da  Tommy Paul

Prima del torneo
- Milos Raonic

## Partecipanti al doppio

### Teste di serie
| Nazione     | Giocatore            | Nazione       | Giocatore         | Ranking* | Testa di serie |
| ----------- | -------------------- | ------------- | ----------------- | -------- | -------------- |
| Colombia    | Juan Sebastián Cabal | Colombia      | Robert Farah      | 3        | 1              |
| Australia   | John Peers           | Nuova Zelanda | Michael Venus     | 38       | 2              |
| Francia     | Fabrice Martin       | Paesi Bassi   | Jean-Julien Rojer | 46       | 3              |
| Regno Unito | Jamie Murray         | Regno Unito   | Neal Skupski      | 51       | 4              |
| Belgio      | Sander Gillé         | Belgio        | Joran Vliegen     | 78       | 5              |

* Ranking aggiornato al 12 ottobre 2020.

### Altri partecipanti
Le seguenti coppie hanno ricevuto una wildcard per il tabellone principale:
- Michael Geerts /  Yannick Mertens
- Zane Khan /  Luca Nardi

La seguente coppia è entrata in tabellone con il ranking protetto:
- Kei Nishikori /  Yasutaka Uchiyama

Le seguenti coppie sono entrate in tabellone come alternate:
- Pablo Andújar /  Sander Arends
- Alex de Minaur /  Matt Reid

### Ritiri
Prima del torneo
- Juan Sebastián Cabal
- Kei Nishikori

## Punti e montepremi
| Torneo              | V       | F       | SF      | QF      | 2T     | 1T     | Q    | Q2     | Q1     |
| Singolare           | 250     | 150     | 90      | 45      | 20     | 0      | 12   | 6      | 0      |
| Premi in denaro (€) | €30 160 | €24 000 | €16 000 | €11 200 | €9 000 | €6 565 | N.D. | €3 210 | €1 670 |
| Doppio              | 250     | 150     | 90      | 45      | N.D.   | 0      | N.D. | N.D.   | N.D.   |
| Premi in denaro (€) | €10 710 | €7 820  | €6 210  | €4 590  | N.D.   | €3 460 | N.D. | N.D.   | N.D.   |

## Campioni

### Singolare
Ugo Humbert ha sconfitto in finale  Alex de Minaur con il punteggio di 6-1, 7–6(4).
- È il secondo titolo in carriera e stagione per Humbert.

### Doppio
John Peers /  Michael Venus hanno sconfitto in finale  Rohan Bopanna /  Matwé Middelkoop con il punteggio di 6-3, 6-4.